# Iris Capital
 (septembre 2014).
Iris Capital est un investisseur en capital-risque, spécialisé dans l'économie numérique, principalement actif en Europe. 

## Histoire
Créée en 1986 dans le giron de la Caisse des Dépôts, la société nommée initialement Part'Com devient indépendante et prend le nom d'Iris Capital en 2003.
En 2012, Iris Capital a noué un partenariat avec Orange et Publicis pour la gestion de leur initiative commune de fonds venture multi-corporate dédiés à l'économie numérique. En 2017, ce fonds s'étend et s'associe à BRED/Banque Populaire et Valeo, puis à Bridgestone en 2019.

## Investissements
Iris Capital, qui a investi dans une vingtaine d'états, est majoritairement actif en Europe continentale, principalement en France et en Allemagne. 